# Lasse Heinze
Lasse Heinze (født 3. april 1986) er en dansk tidligere professionel fodboldspiller og målmandstræner.

## Karriere

### FC Midtjylland
Lasse Heinze spillede som ungdomsspiller blandt andet i klubberne Ikast FS og Ringkjøbing Idrætsforening inden han kom til FC Midtjylland. Han fik sin Superligadebut hos FC Midtjylland i den 8. maj 2005 mod Viborg FF, hvor Viborg FF vandt 2-1.
I april 2007 blev han dog erstattet som førstemålmand af Martin Raska og fik siden ikke spillet så mange kampe.

### Silkeborg IF
Han blev i sommeren 2009 udlejet til oprykkerne fra Silkeborg IF for hele sæsonen 09/10 efter at FC Midtjylland indkøbte Arek Onyszko som deres nye førstemand i målet. 
Den 8 december 2009 besluttede Silkeborg at købe Lasse Heinze, hvor han underskrev kontrakt frem til 2013.
I januar 2013 meddelte Heinze at han ikke ønskede at forlænge aftalen med Silkeborg IF, hvorfor han forlader klubben når kontrakten udløber i sommeren 2013.

### AC Horsens
I sommeren 2013 hentede AC Horsens, der netop var rykket i 1. division Heinze til klubben på en et-årig kontrakt. Her var han udset til at afløse kklubbens normale førstemålmand Frederik Rønnow, der var draget til Esbjerg fB på en et-årig lejeaftale for at sikre sig spilletid i Superligaen i sæsonen 2013/14.
Efter én sæson i Horsens, 23 kampe, 31 mål lukket ind samt holdt buret rent 5 gange, skiftede Lasse tilbage til FCM.

### FC Midtjylland retur
Den 6. juni 2014 kunne bl.a. tipsbladet offentliggøre, at Lasse havde underskrevet en 3-årig kontrakt med sin gamle klub, FC Midtjylland. Skiftet ville først være gældne efter den 1. juli 2014.